# Trophée Michael Bossy
Die Trophée Michael Bossy (englisch Mike Bossy Trophy) ist eine Trophäe der Québec Major Junior Hockey League. Sie wird seit 1981 jährlich an den QMJHL-Spieler vergeben, dem die besten Chancen auf eine erfolgreiche Karriere in der National Hockey League eingeräumt werden.
Die Trophäe ist nach Mike Bossy benannt, der zwischen 1972 und 1977 in der QMJHL als Spieler aktiv war und später viermal den Stanley Cup gewann.

## Liste der Gewinner
- Jahr: Nennt das Jahr, in dem der Spieler die Trophée Michael Bossy gewonnen hat.
- Preisträger: Nennt den Namen des Preisträgers.
- Team: Nennt das Franchise, für das der Spieler zum damaligen Zeitpunkt gespielt hat.
- Draft-Position: Nennt die Position, in der der Spieler im NHL Entry Draft ausgewählt wurde.
- Auswählendes Team: Nennt das Team, von dem der Spieler ausgewählt wurde.

- Gelb unterlegte Spieler wurden in dieser Saison auch mit dem CHL Top Draft Prospect Award ausgezeichnet.

| Jahr | Preisträger           | Team                         | Draft-Position | Auswählendes Team     |
| ---- | --------------------- | ---------------------------- | -------------- | --------------------- |
| 2025 | Caleb Desnoyers       | Moncton Wildcats             | 4.             | Utah Mammoth          |
| 2024 | Maxim Massé           | Chicoutimi Saguenéens        | 66.            | Anaheim Ducks         |
| 2023 | Ethan Gauthier        | Sherbrooke Phoenix           | 37.            | Tampa Bay Lightning   |
| 2022 | Nathan Gaucher        | Québec Remparts              | 22.            | Anaheim Ducks         |
| 2021 | Zachary Bolduc        | Rimouski Océanic             | 17.            | St. Louis Blues       |
| 2020 | Alexis Lafrenière     | Rimouski Océanic             | 1.             | New York Rangers      |
| 2019 | Raphaël Lavoie        | Halifax Mooseheads           | 38.            | Edmonton Oilers       |
| 2018 | Filip Zadina          | Halifax Mooseheads           | 6.             | Detroit Red Wings     |
| 2017 | Nico Hischier         | Halifax Mooseheads           | 1.             | New Jersey Devils     |
| 2016 | Pierre-Luc Dubois     | Cape Breton Screaming Eagles | 3.             | Columbus Blue Jackets |
| 2015 | Timo Meier            | Halifax Mooseheads           | 9.             | San Jose Sharks       |
| 2014 | Nikolaj Ehlers        | Halifax Mooseheads           | 9.             | Winnipeg Jets         |
| 2013 | Jonathan Drouin       | Halifax Mooseheads           | 3.             | Tampa Bay Lightning   |
| 2012 | Michail Grigorenko    | Québec Remparts              | 12.            | Buffalo Sabres        |
| 2011 | Sean Couturier        | Drummondville Voltigeurs     | 8.             | Philadelphia Flyers   |
| 2010 | Brandon Gormley       | Moncton Wildcats             | 13.            | Phoenix Coyotes       |
| 2009 | Dmitri Kulikow        | Drummondville Voltigeurs     | 14.            | Florida Panthers      |
| 2008 | Michail Stefanowitsch | Québec Remparts              | 98.            | Toronto Maple Leafs   |
| 2007 | Angelo Esposito       | Québec Remparts              | 20.            | Pittsburgh Penguins   |
| 2006 | Derick Brassard       | Drummondville Voltigeurs     | 6.             | Columbus Blue Jackets |
| 2005 | Sidney Crosby         | Rimouski Océanic             | 1.             | Pittsburgh Penguins   |
| 2004 | Alexandre Picard      | Lewiston MAINEiacs           | 8.             | Columbus Blue Jackets |
| 2003 | Marc-André Fleury     | Cape Breton Screaming Eagles | 1.             | Pittsburgh Penguins   |
| 2002 | Pierre-Marc Bouchard  | Chicoutimi Saguenéens        | 8.             | Minnesota Wild        |
| 2001 | Aleš Hemský           | Hull Olympiques              | 13.            | Edmonton Oilers       |
| 2000 | Antoine Vermette      | Victoriaville Tigres         | 55.            | Ottawa Senators       |
| 1999 | Maxime Ouellet        | Québec Remparts              | 22.            | Philadelphia Flyers   |
| 1998 | Vincent Lecavalier    | Rimouski Océanic             | 1.             | Tampa Bay Lightning   |
| 1997 | Roberto Luongo        | Val-d’Or Foreurs             | 4.             | New York Islanders    |
| 1996 | Jean-Pierre Dumont    | Val-d’Or Foreurs             | 3.             | New York Islanders    |
| 1995 | Martin Biron          | Beauport Harfangs            | 16.            | Buffalo Sabres        |
| 1994 | Éric Fichaud          | Chicoutimi Saguenéens        | 16.            | Toronto Maple Leafs   |
| 1993 | Alexandre Daigle      | Victoriaville Tigres         | 1.             | Ottawa Senators       |
| 1992 | Paul Brousseau        | Hull Olympiques              | 28.            | Québec Nordiques      |
| 1991 | Philippe Boucher      | Granby Bisons                | 13.            | Buffalo Sabres        |
| 1990 | Karl Dykhuis          | Hull Olympiques              | 16.            | Chicago Blackhawks    |
| 1989 | Patrice Brisebois     | Laval Titan                  | 30.            | Montréal Canadiens    |
| 1988 | Daniel Doré           | Drummondville Voltigeurs     | 5.             | Québec Nordiques      |
| 1987 | Pierre Turgeon        | Granby Bisons                | 1.             | Buffalo Sabres        |
| 1986 | Jimmy Carson          | Verdun Junior Canadiens      | 2.             | Los Angeles Kings     |
| 1985 | José Charbonneau      | Drummondville Voltigeurs     | 12.            | Montréal Canadiens    |
| 1984 | Mario Lemieux         | Laval Voisins                | 1.             | Pittsburgh Penguins   |
| 1983 | Pat LaFontaine        | Verdun Juniors               | 3.             | New York Islanders    |
| 1983 | Sylvain Turgeon       | Hull Olympiques              | 2.             | Hartford Whalers      |
| 1982 | Michel Petit          | Sherbrooke Castors           | 11.            | Vancouver Canucks     |
| 1981 | Dale Hawerchuk        | Cornwall Royals              | 1.             | Winnipeg Jets         |

1. 1 2  zwei Preisträger